# Casa Batlle i Planas
La Casa Batlle i Planas és un edifici al municipi de Vilafranca del Penedès protegit com a bé cultural d'interès local. El conjunt respon a les característiques formals de l'eclecticisme. Edifici entre mitgeres i de tres crugies. Consta de planta baixa i dos pisos, amb coberta de teula àrab. Al primer pis hi ha un balcó corregut de ferro fos amb tres portals. El segon presenta una modulació d'obertures d'inspiració gòtica. En destaca la barbacana. És obra de l'arquitecte Santiago Güell i fou construïda el 1908.